# Національний музей природи і науки Японії

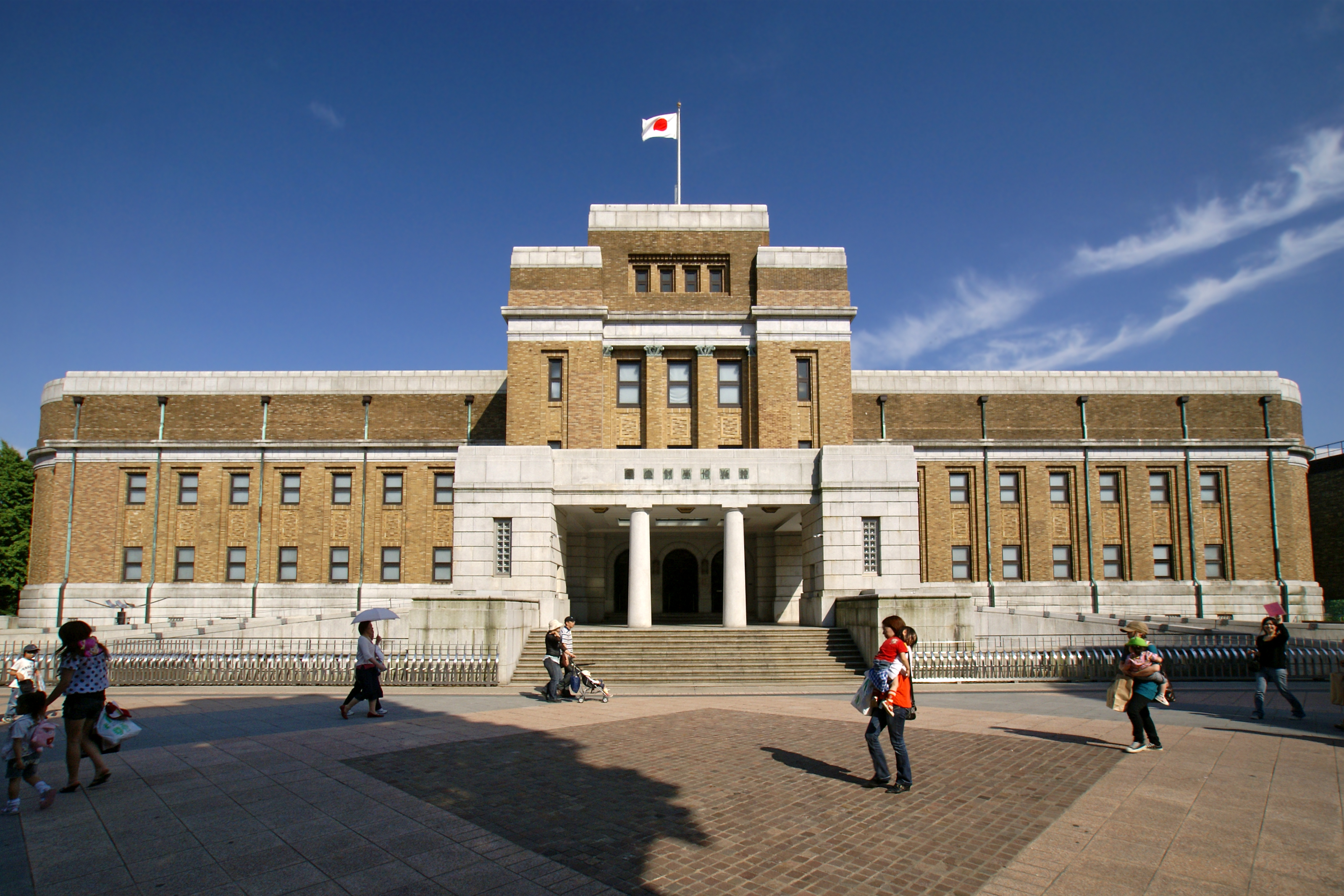
Національний музей природи і науки, Токіо. Японська галерея (колишня Головна будівля музею).

Національний музей природи і науки (яп. 国立科学博物館, Кокуріцу кагаку хакубуцукан) — музей, який розташований у південно-східній частині парка Уено в Токіо. У музеї знаходяться експозиції, що розповідають про еволюцію живих організмів на Землі, екосистемах, історії розвитку наукових знань, про сучасні технології. Також відвідувачі мають можливість провести інтерактивні наукові експерименти.

## Історія музею

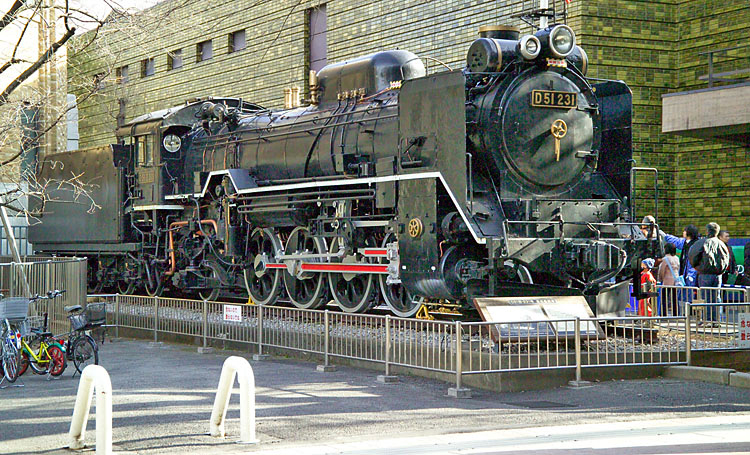
Потяг перед корпусом музею

Музей відкрився у 1871 році, і з тих пір кілька разів змінював назву: Музей Міністерства освіти, Токійський музей, Токійський музей науки, Національний музей науки Японії та Національний музей природи та науки з 2007 року. Музей було модернізовано у 1990-х і 2000-х роках. У квітні 1999 року відкрився новий корпус, у якому зараз розміщується Глобальна галерея. У 2006 році розпочав роботу Театр-360. У 2008 році колишній Головний корпус музею, який зараз займає японська галерея, було оголошено національною культурною спадщиною. Сьогодні він пропонує широкий спектр природничо-історичних виставок та інтерактивних наукових експериментів.

## Структура музею
Музей складається з Японської галереї (яп. 日本館, Ніхонкан) та Глобальної галереї (яп. 地球館, Ніхонкан) , яка присвячена планеті у цілому. Вони знаходяться в різних корпусах: Японська галерея — у старому корпусі Головного музею, Глобальна галерея — у новому корпусі за ним. У корпусі Японської галереї розташований 3D-кінотеатр з кутом огляду в 360 градусів — «Театр-360».

### Глобальна галерея
Шість поверхів галереї містять:
- «Світ природи» — про простір, матерію і закони природи;
- «Еволюція життя на Землі»;
- «Таємниці динозаврів»;
- «Різноманіття видів»;
- «Прогрес науки і технологій»;
- «Тварини Землі».

На даху знаходиться сад, що нараховує близько 160 видів трав, що використовуються людиною, та в якому є парасольки від сонця, які автоматично розкриваються при наиближенні до них.
У галереї відвідувачі мають можливість самостійно провести захоплюючі експерименти з фізики та інтерактивно ознайомитися з життям лісу.

### Японська галерея

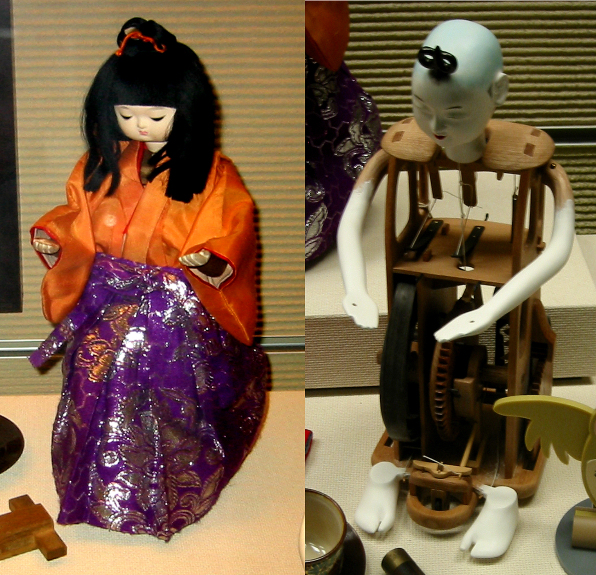
Механічна лялька, яка подає чай, XIX століття

Корпус Японської галереї, побудованої в стилі неоренесансу, було завершено в 1930 році. Він має форму аероплана, який у той час був символом передових технологій.
В галереї представлені наступні експозиції:
- Формування Японського архіпелагу та його геологія. Давні копалини. Льодовиковий період;
- Природні зони Японських островів та моря, що їх оточуюють. Геологічна активність. Мінерали та метеорити;
- Тваринний світ Японських островів;
- Заселення Японського архіпелагу людиною. Давні періоди: Палеоліт, Дзьомон, Яйой. Формування сучасної людини. Роль рису в культурі Японії.

### Театр-360
Театр-360 був відкритий для публіки 21 грудня 2006 року. Це сферичний  3D-кінотеатр, в якому глядач з усіх боків оточений об'ємним звуком і зображенням. Театр-360 був вперше представлений в японському павільйоні міжнародної виставки Експо — 2005 в  Японії під назвою «Кімната Землі». Після закриття виставки експонат був відправлений до Національного музею природи і науки, де і отримав своє нинішнє ім'я. Його сфера має 12,8 м в діаметр і, його поверхня — це безшовний 3D-екран. Розмір був обраний символічно — він приблизно складає одну мільйонну діаметра Землі. Відвідувачі знаходяться на містку в центрі сфери.
Демонстровані фільми присвячені походженнюВсесвіту, світу динозаврів, дрейфу материків, харчових ланцюжків. Кожен фільм триває 8 хвилин. На додаток до фільмів Експо-2005, музей створив чотири власні фільми для Театру-360.

## Галерея

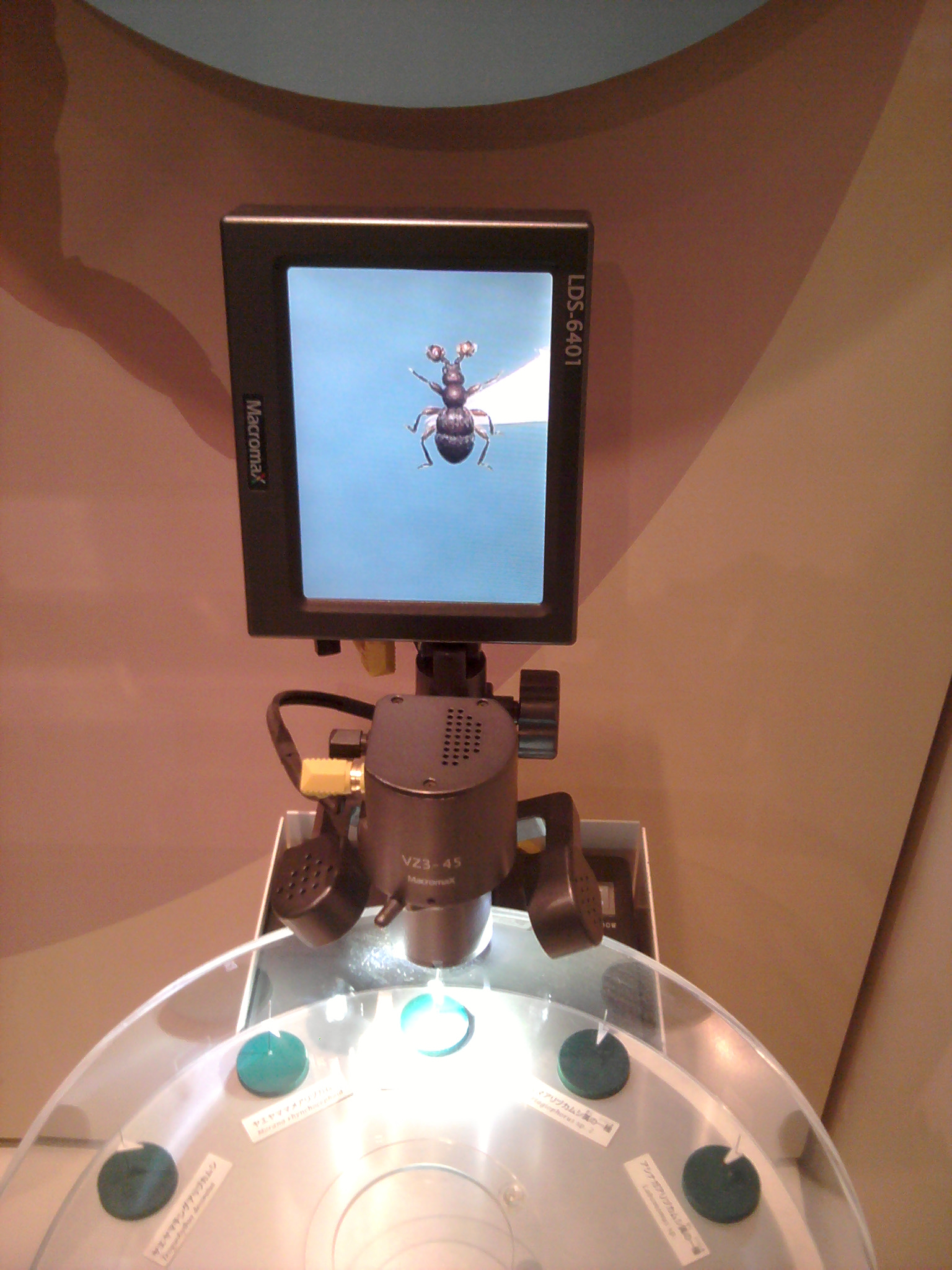
Комаха на екрані мікроскопу
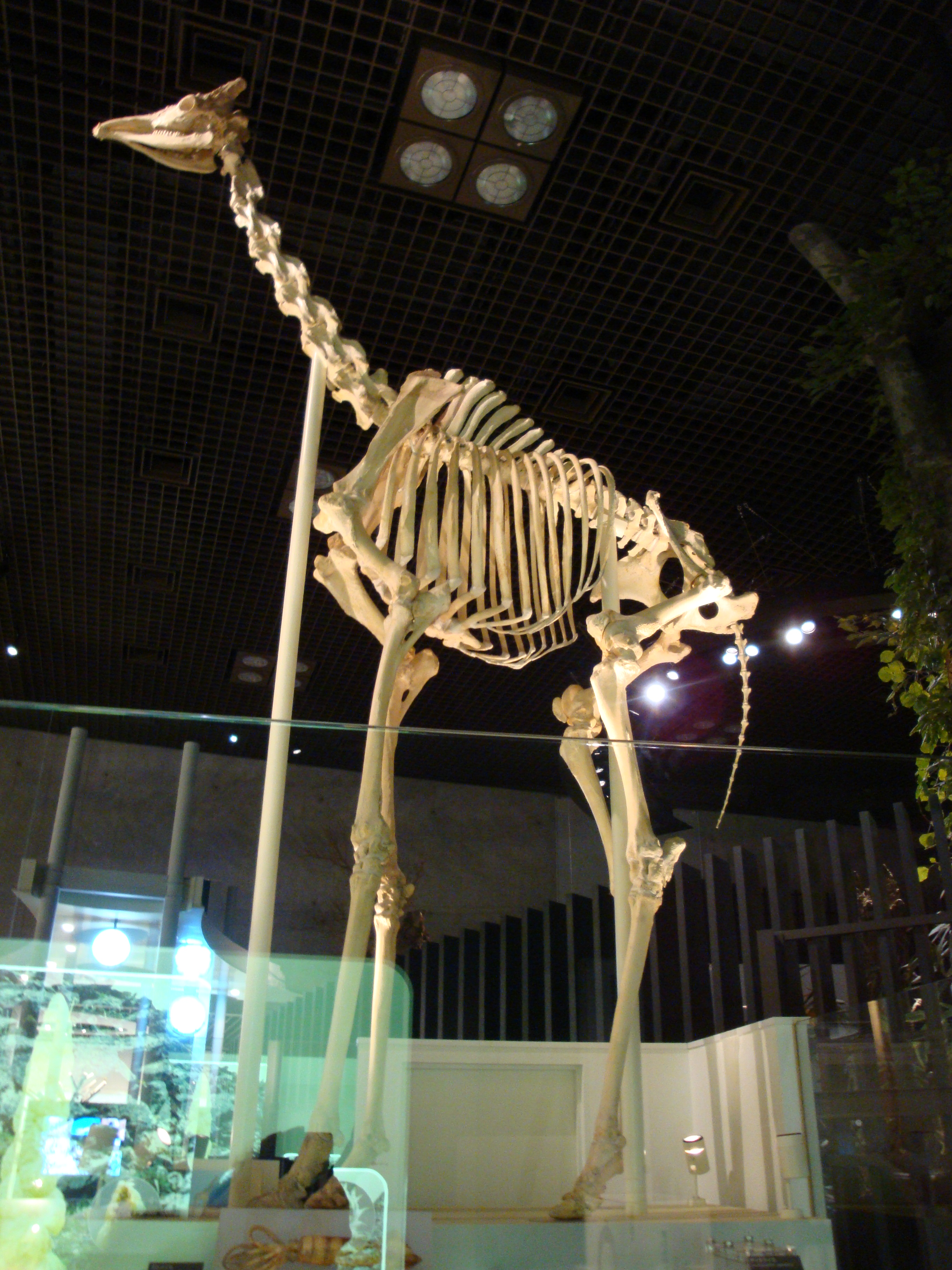
Скелет жирафа
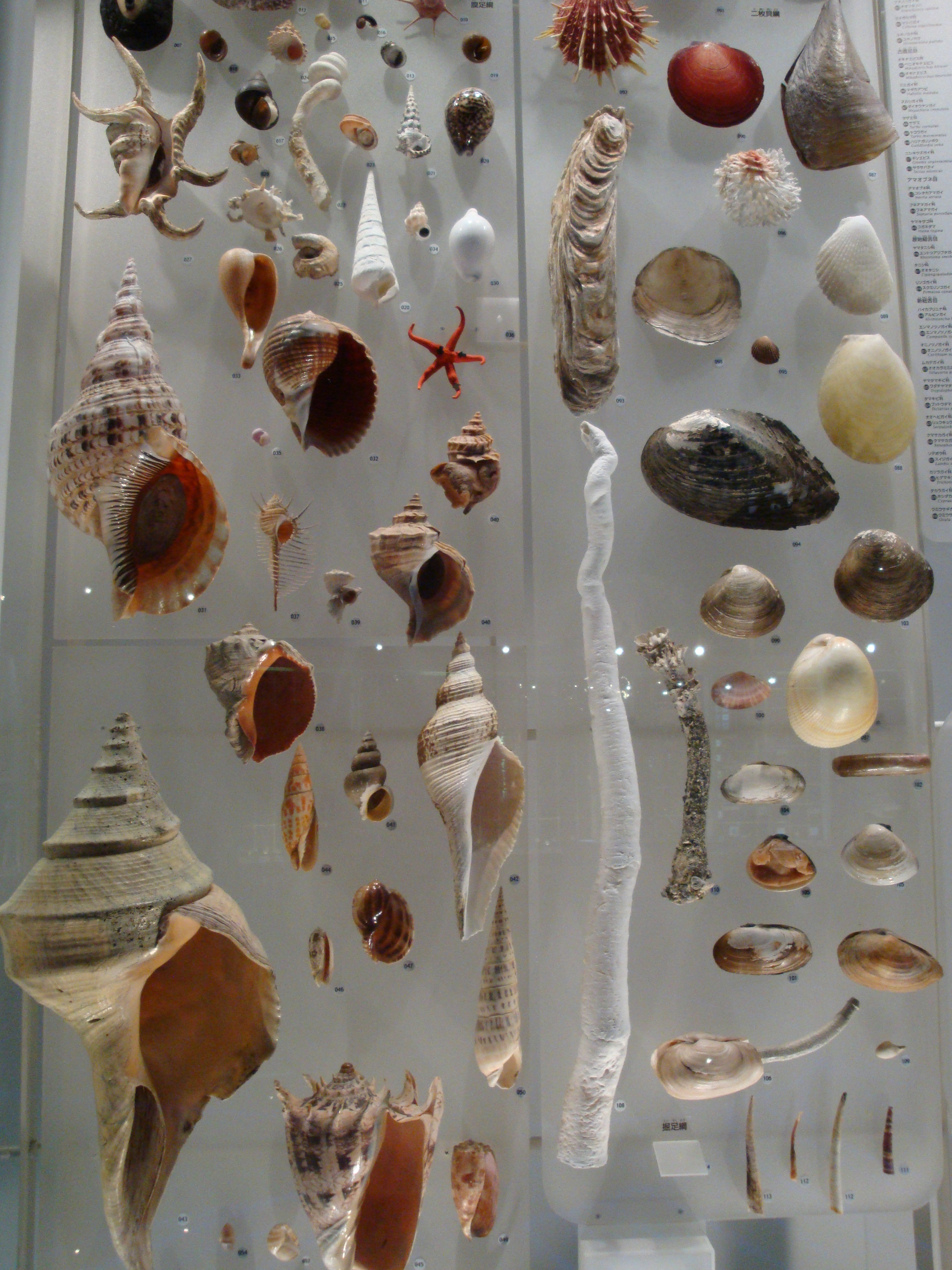
Колекція мушель
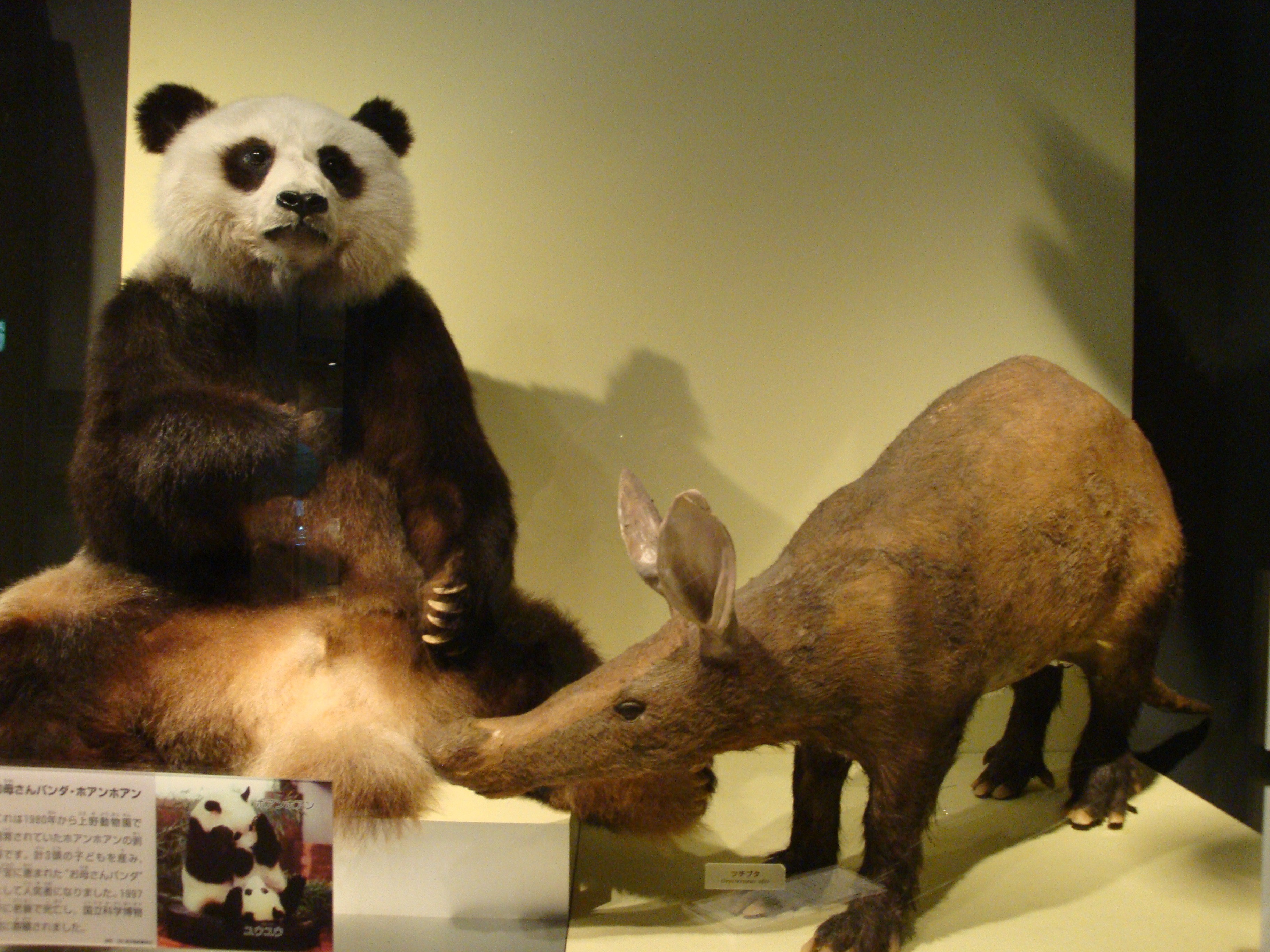
Опудала панди і трубкозуба
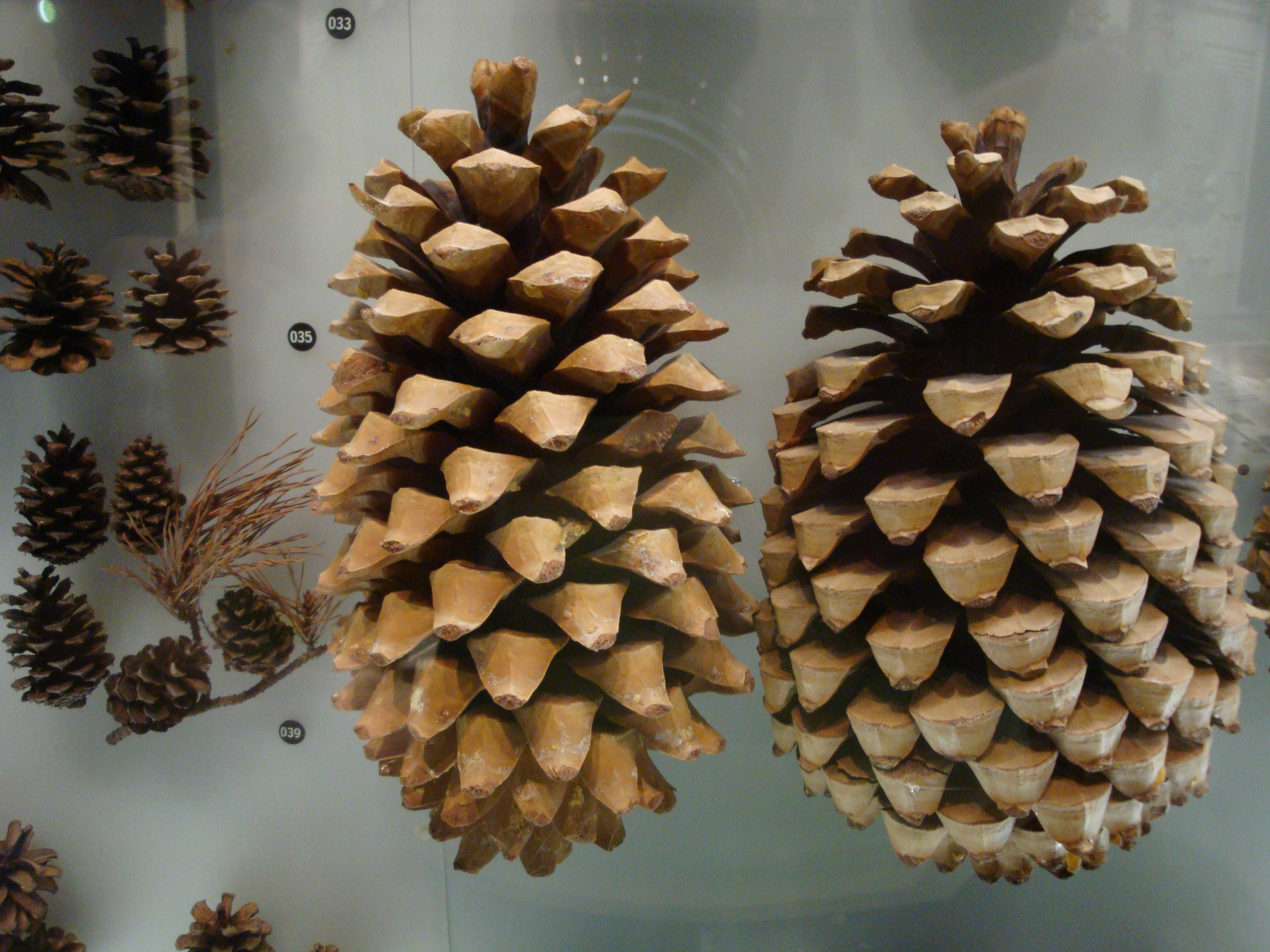
Колекція шишок
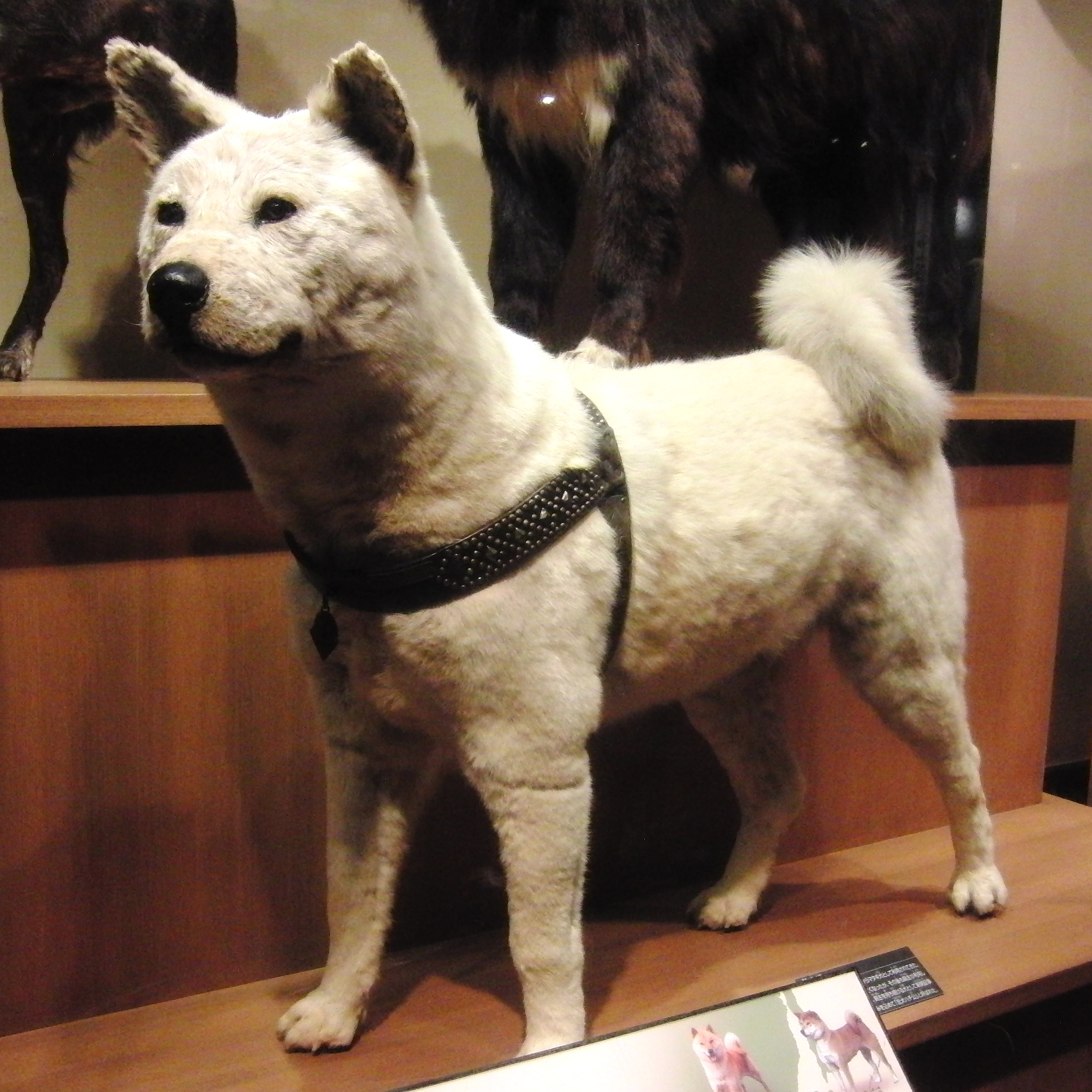
Хатіко
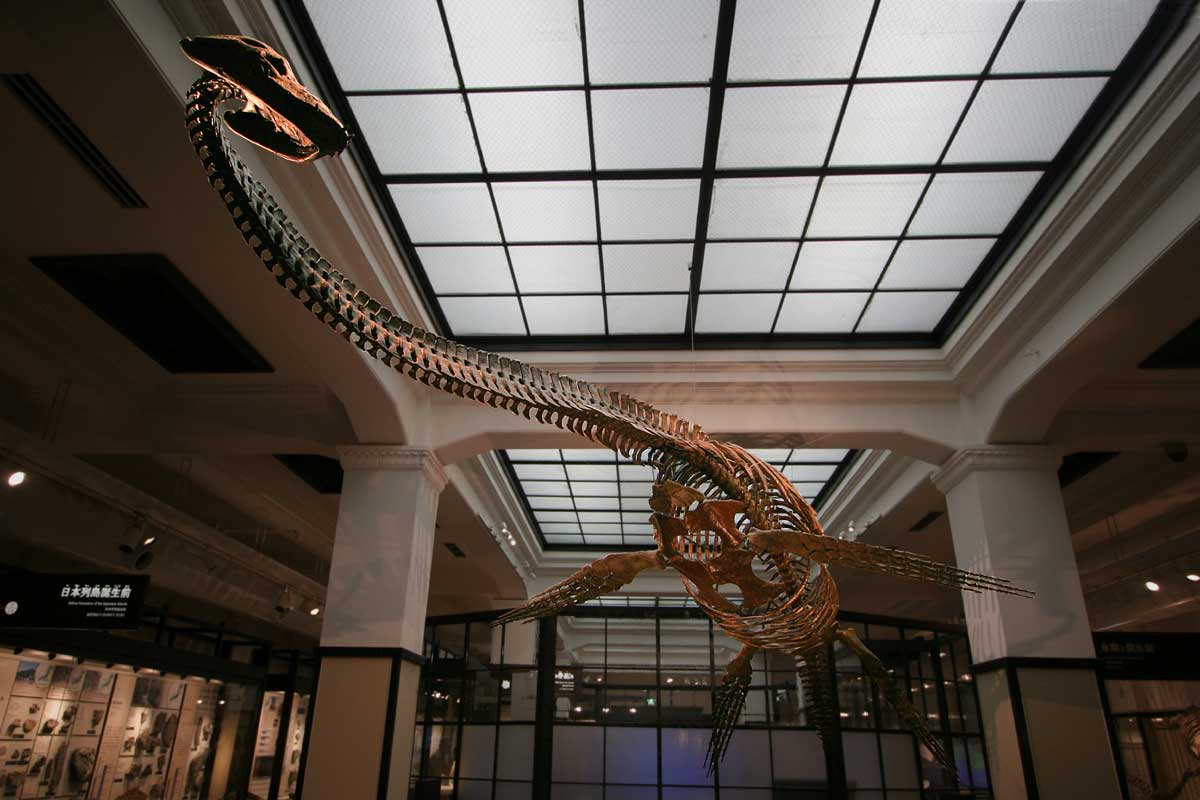
Futabasaurus
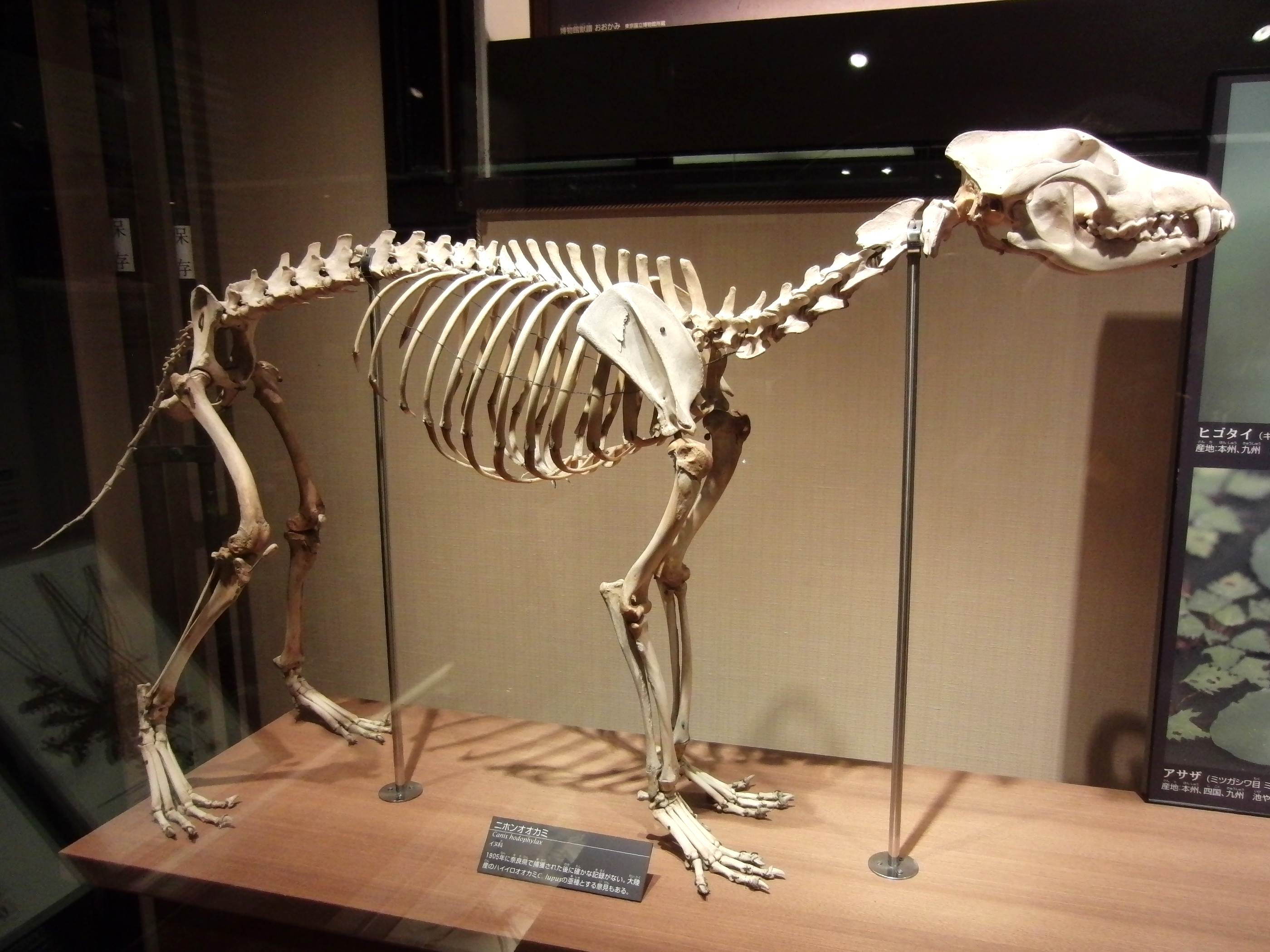
Вовк з Хонсю (Японський вовк), скелет
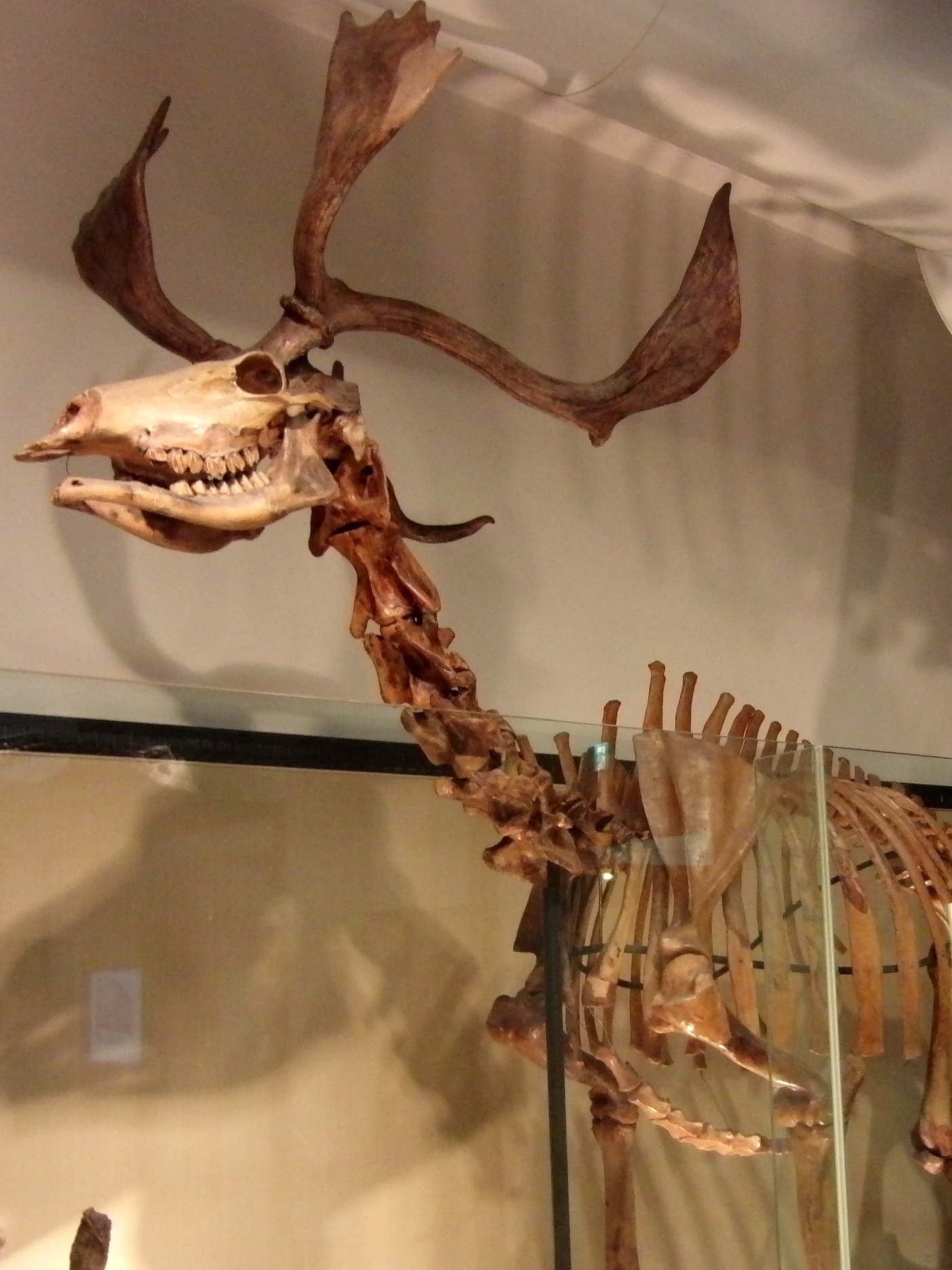
Японський олень (Sinomegaceros), скелет
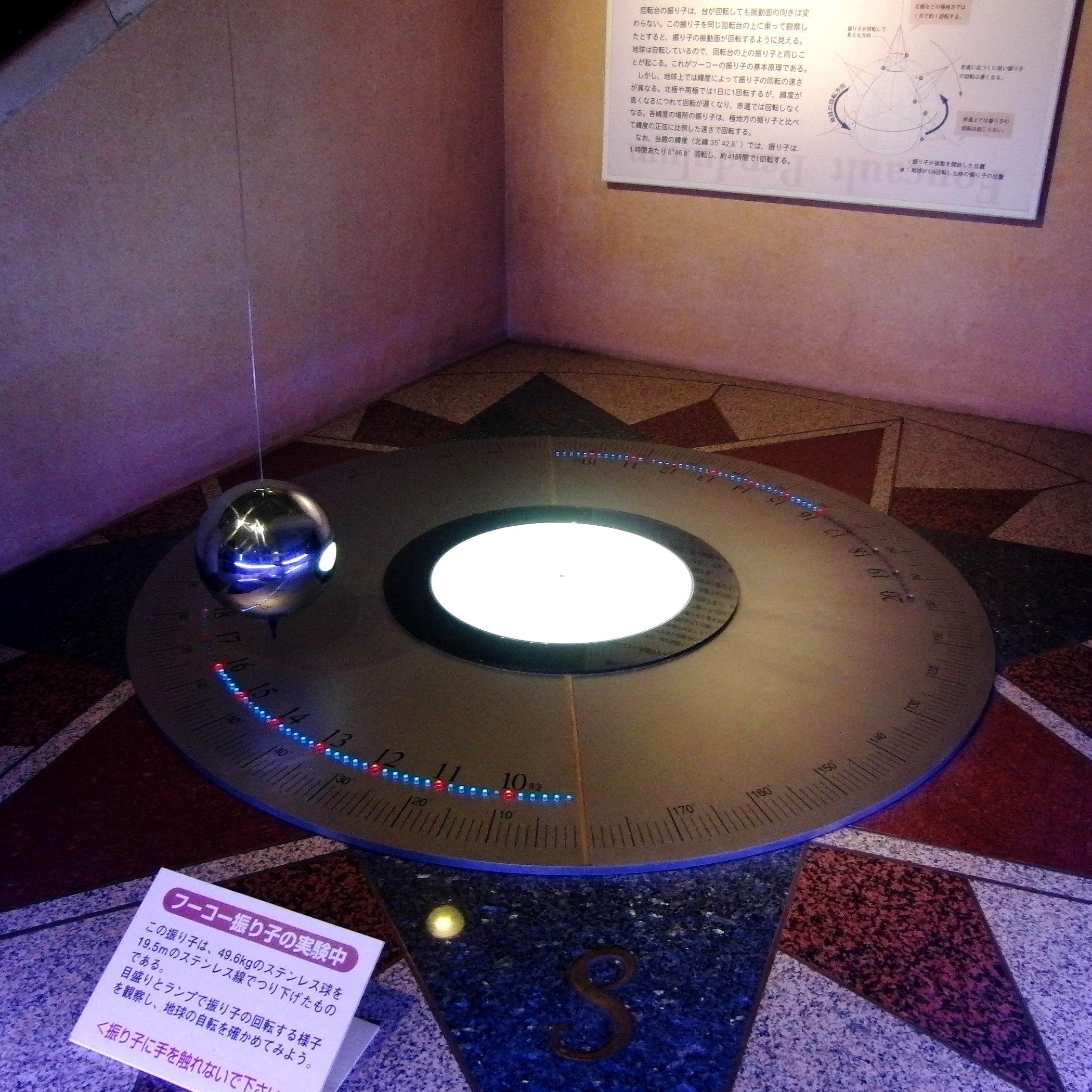
Foucault Pendulum
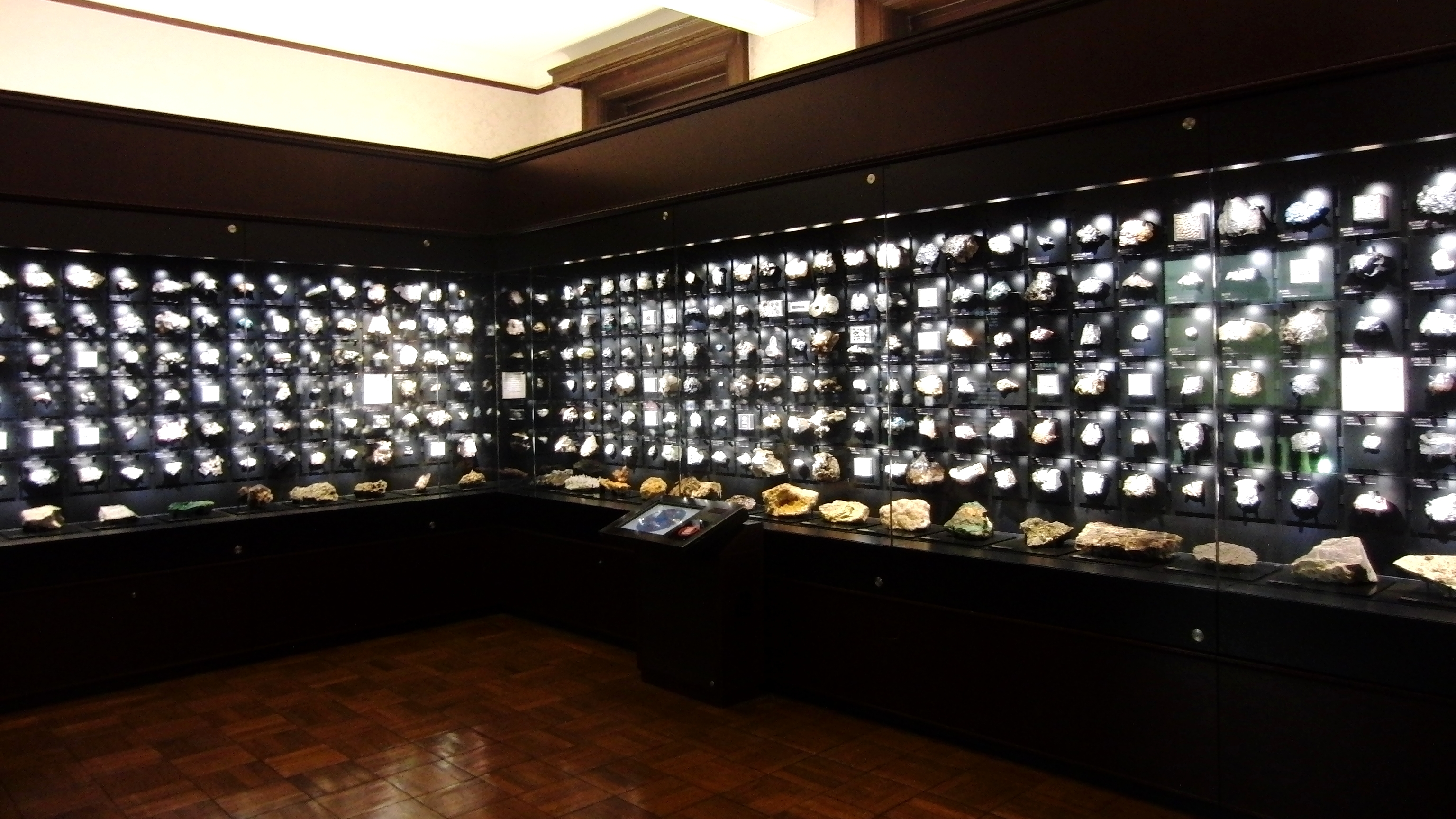
Виставка мінералів
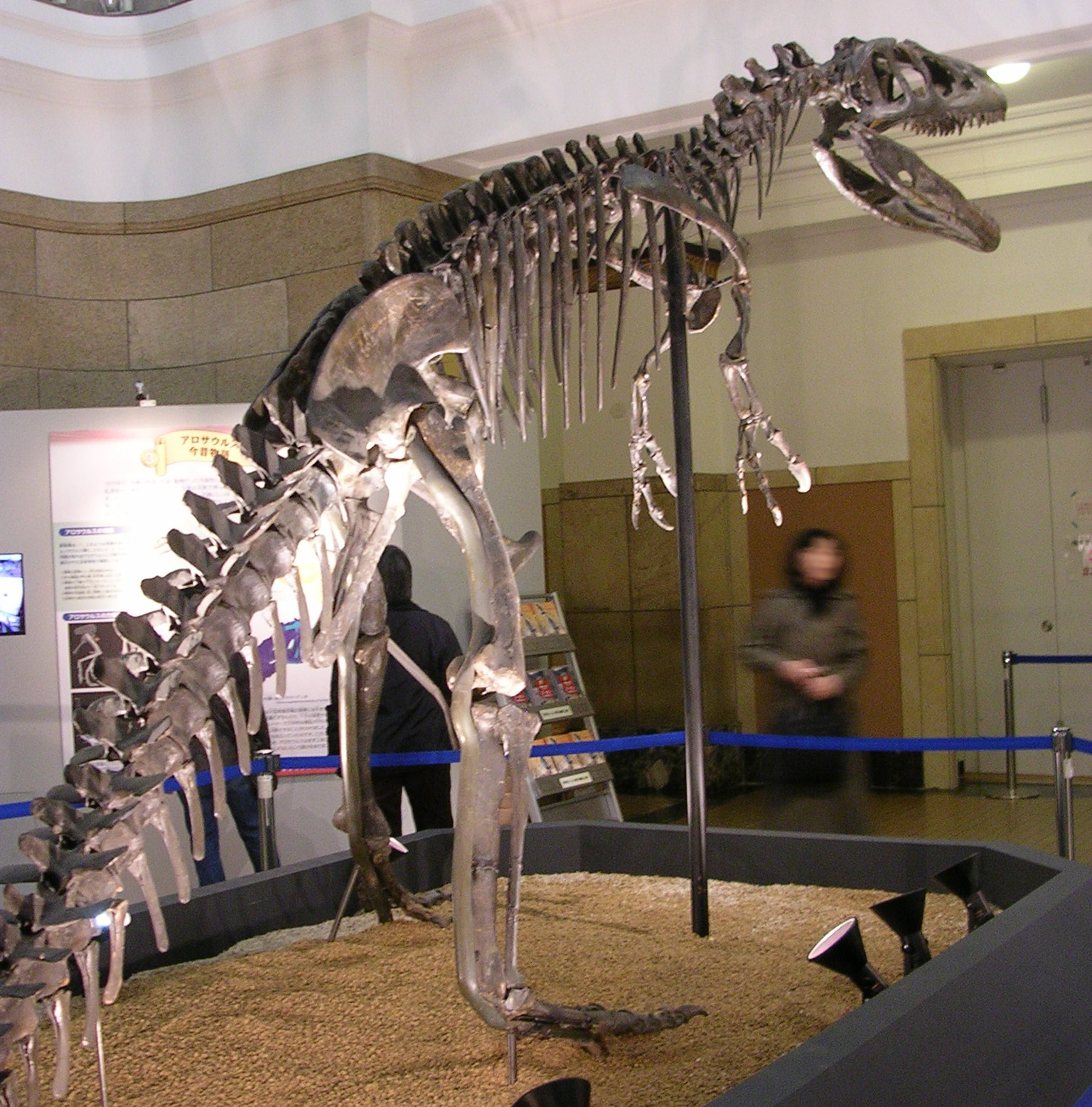
Динозавр (Allosaurus), скелет
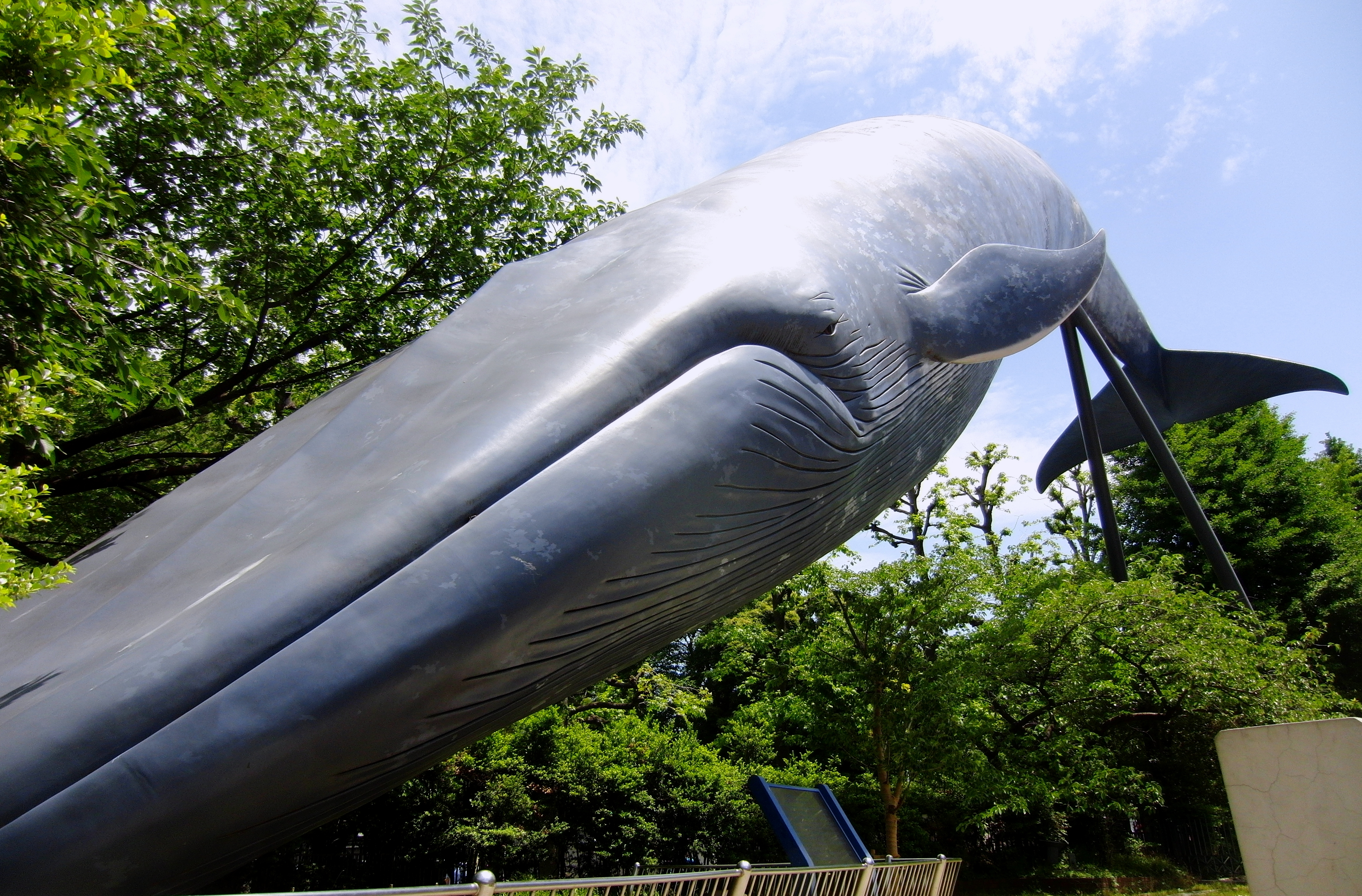
Синій кит, у реальному розмірі
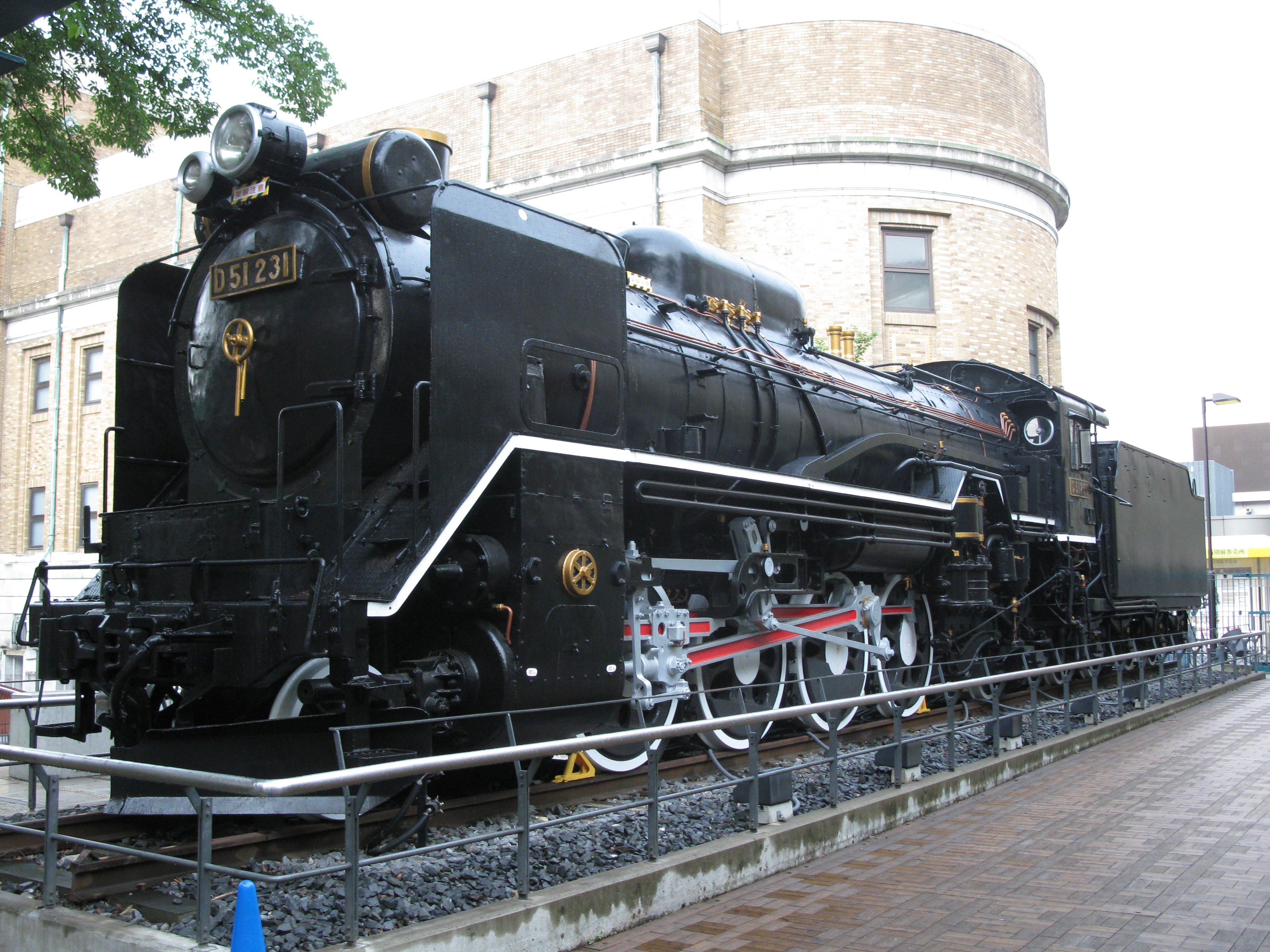
Японський потяг
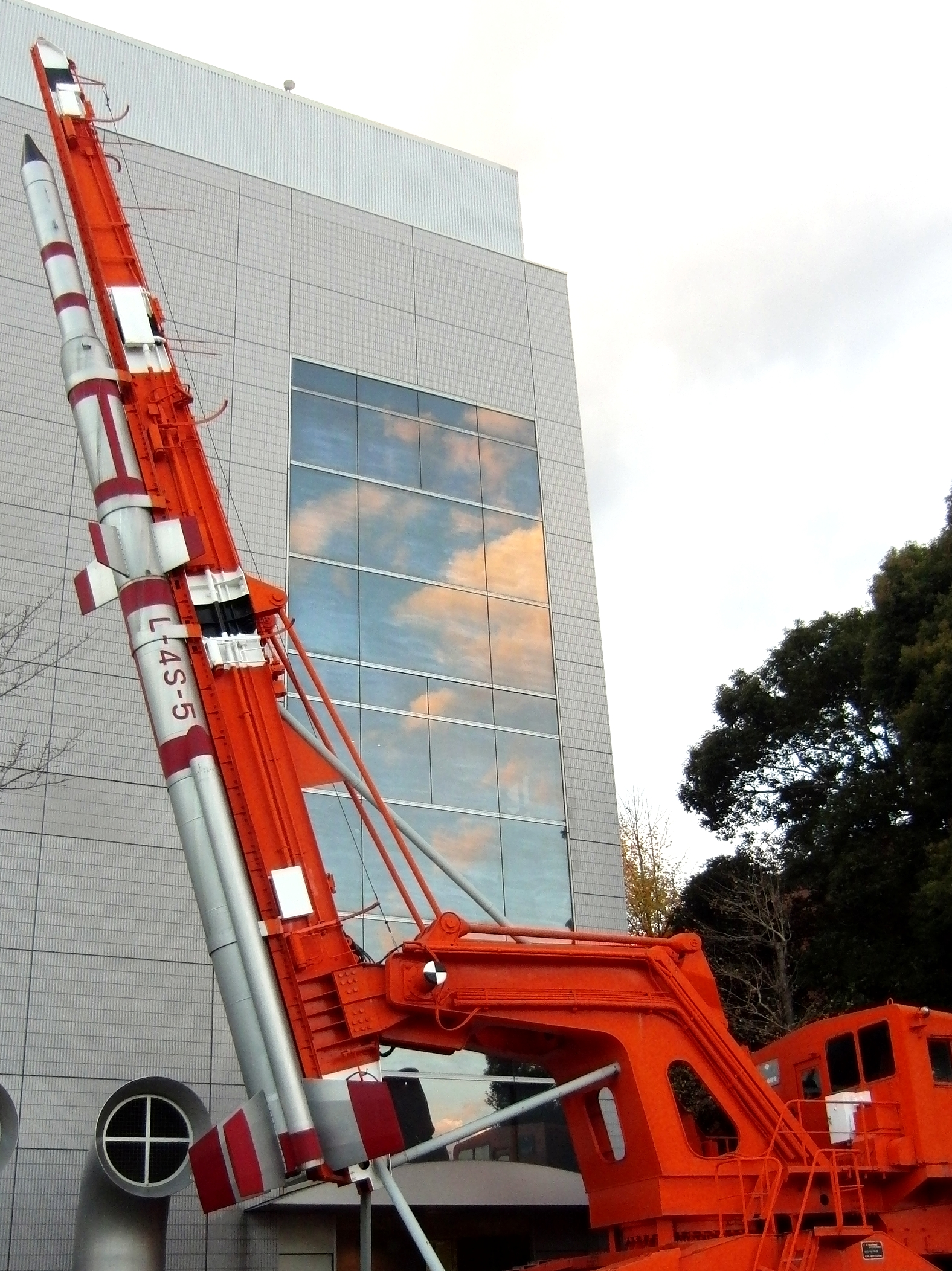
Ракетний пусковий пристрій "Ламбада"
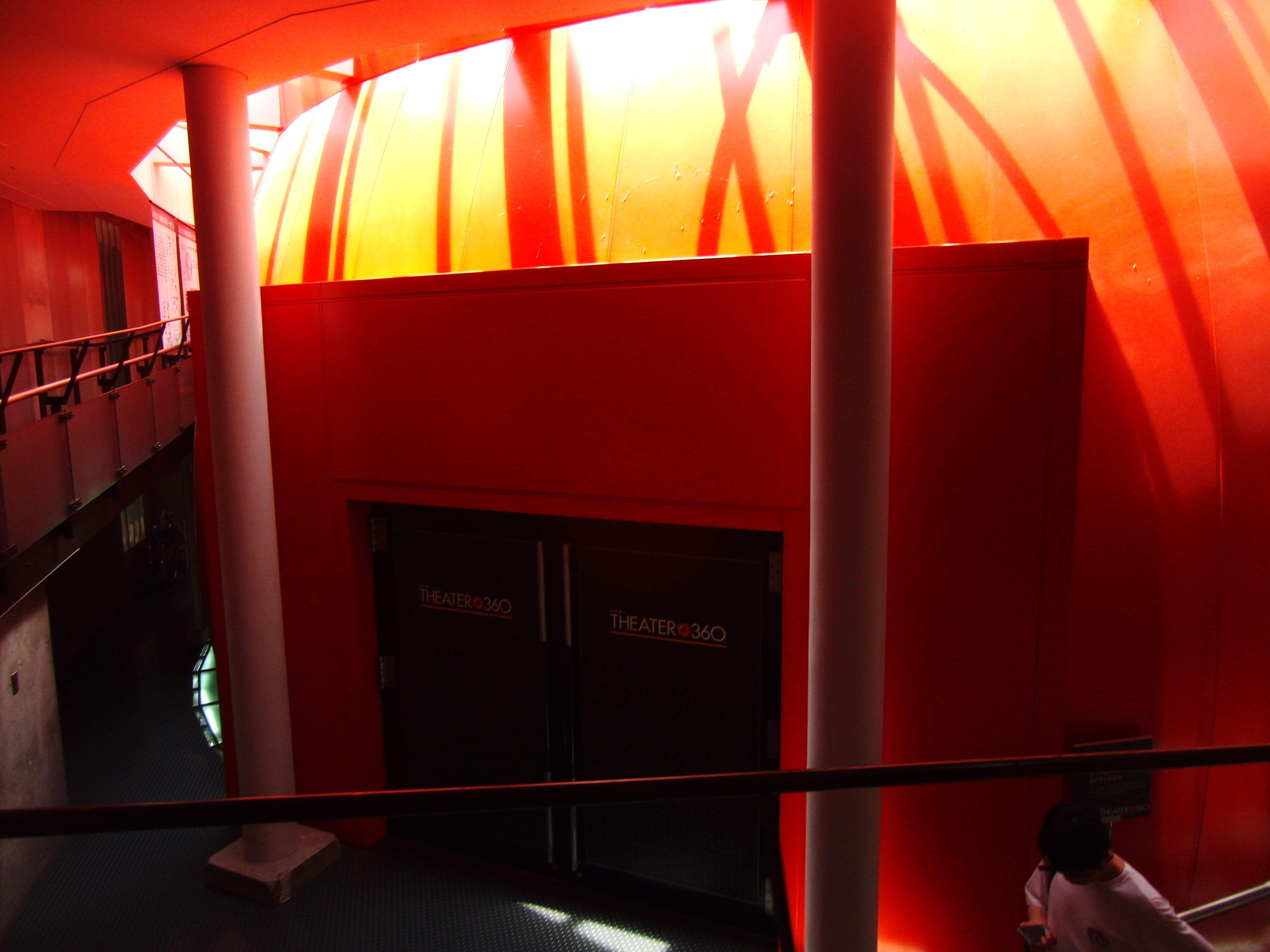
Театр-360
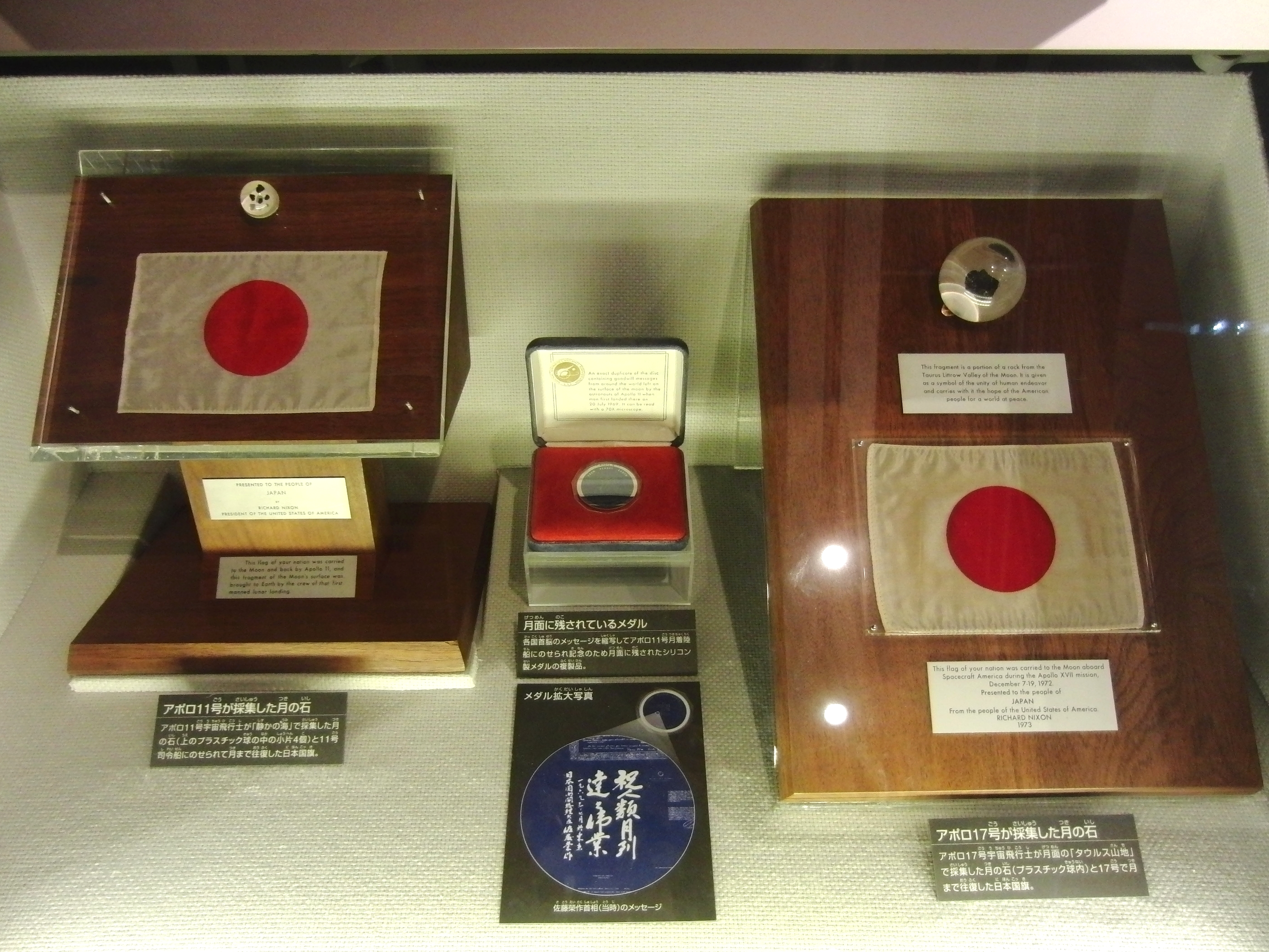
Камінь з Місяця
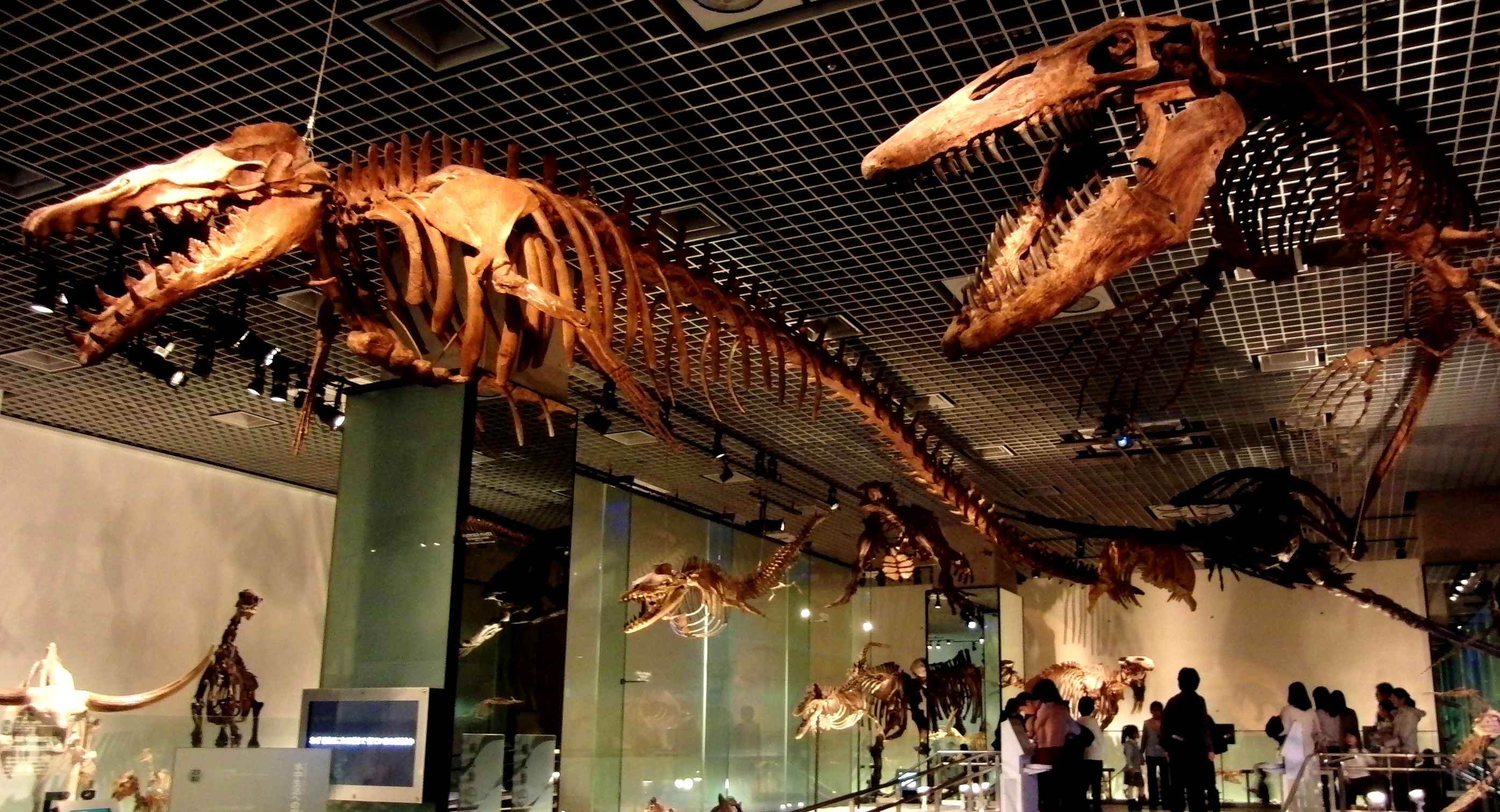
Динозаври (Basilosaurus і Tylosaurus), скелет
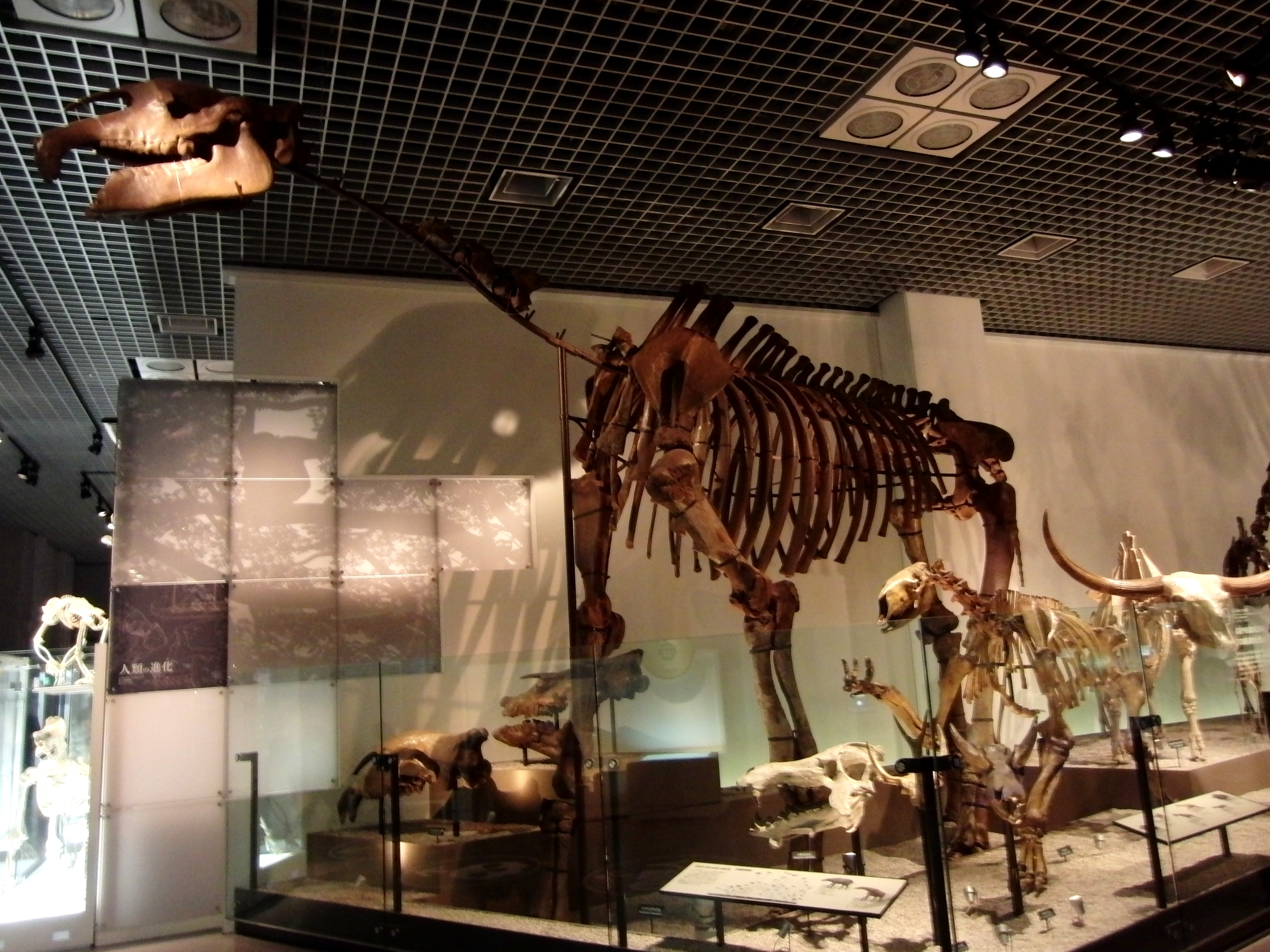
Динозавр (Indricotherium), скелет
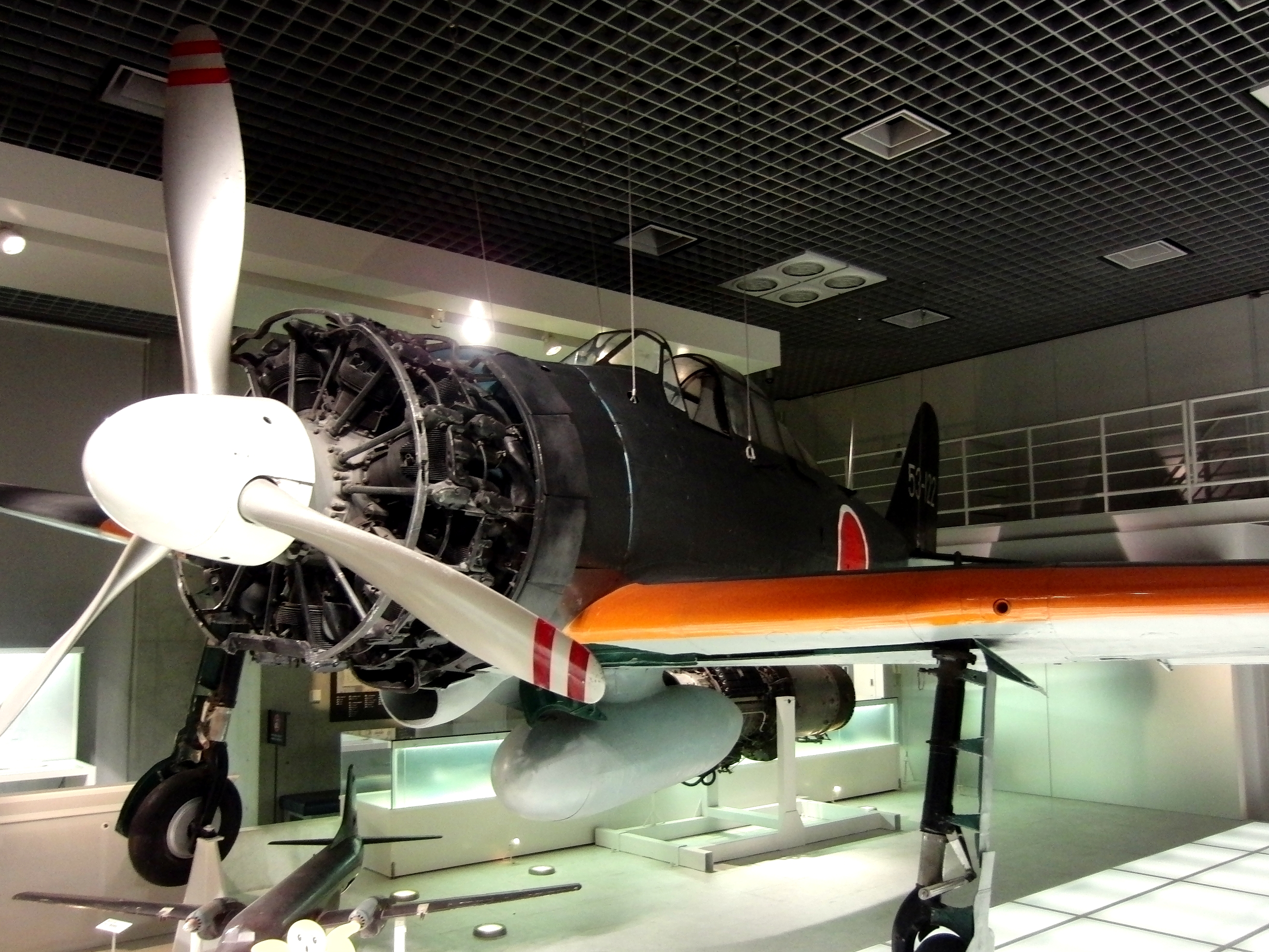
Модель аероплана "Винищувач"
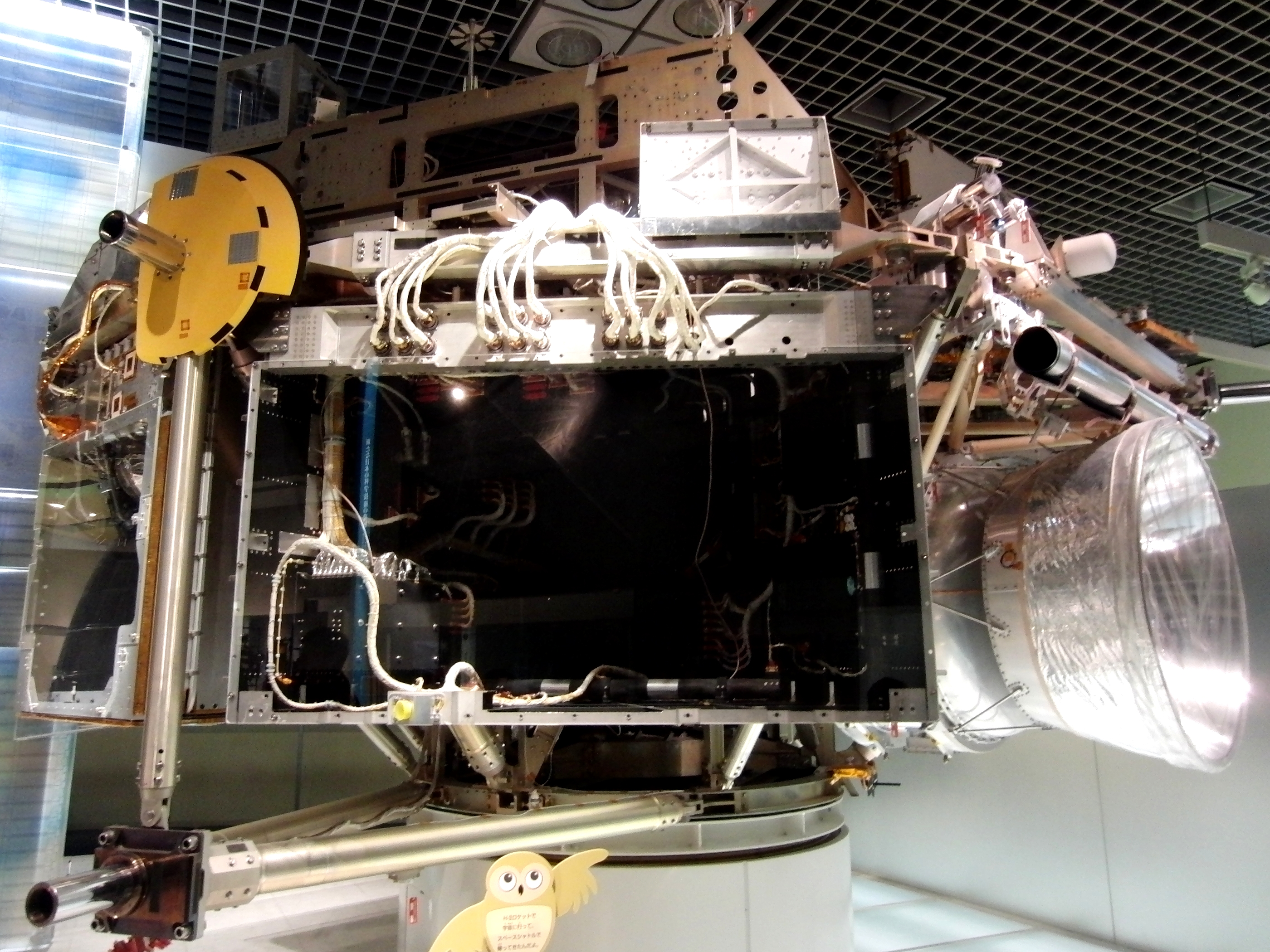
Космічний літальний апарат
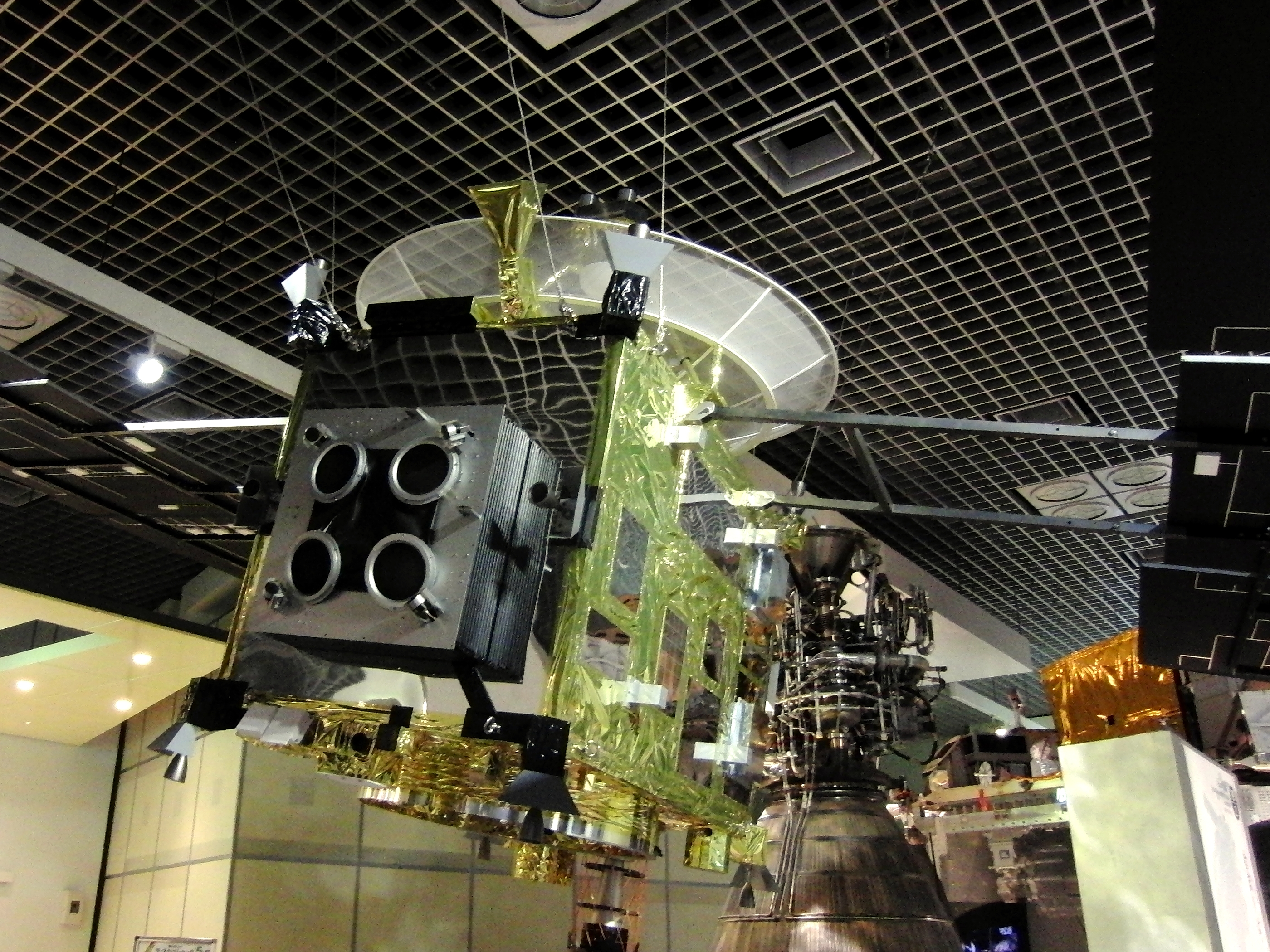
Реставраційна модель "Хаябуса"
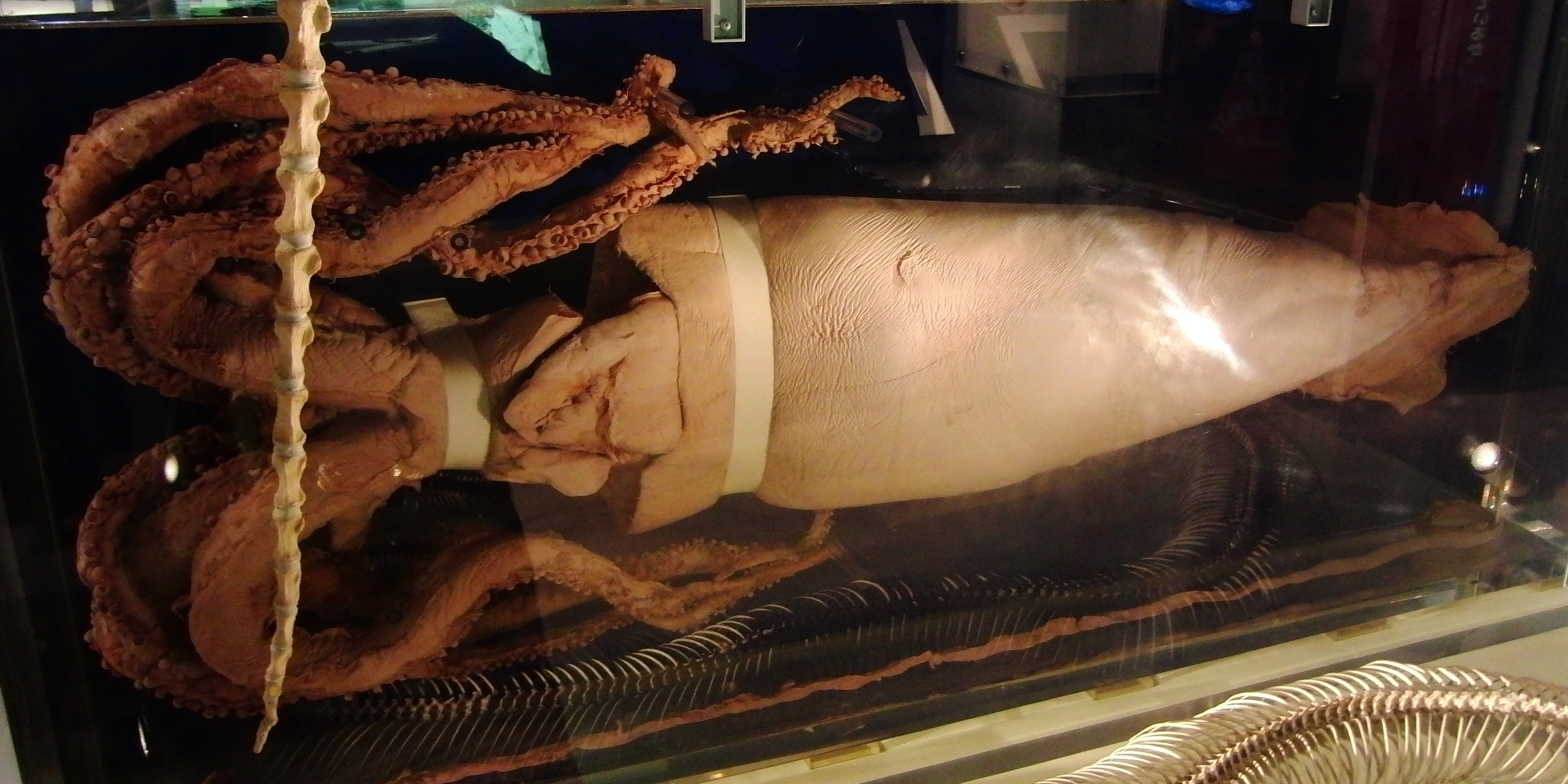
Гігантський кальмар